# 79P/дю Туа — Хартли
Комета дю Туа — Хартли (англ. 79P/du Toit–Hartley) — короткопериодическая комета из семейства Юпитера, которая в 1976 году распалась на два фрагмента. Она была открыта 9 апреля 1945 года южноафриканским астрономом Даниэлем дю Туа в обсерватории Бойдена, после чего на протяжении многих лет не наблюдалась и считалась потерянной, пока в феврале 1982 году не была заново обнаружена английским астрономом Малкольмом Хартли в обсерватории Сайдинг-Спринг. Обладает довольно коротким периодом обращения вокруг Солнца — всего чуть более 5 лет.
- Орбита кометы дю Туа — Хартли и её положение в Солнечной системе

## История наблюдений
На момент обнаружения комета представляла собой диффузный объект 10 m звёздной величины. Спустя три дня, 12 апреля нидерландскому астроному Х. Ван Генту удалось сфотографировать комету, тем самым подтвердив факт её обнаружения. Примерно 37 лет спустя в ночь с 5 на 6 февраля 1982 года британский астроном Малкольм Хартли с помощью 1,2-метрового телескопа системы Шмидта обнаружил две кометы, яркостью 14 m и 17 m звёздной величины. Обе кометы имели небольшие хвосты. K. S. Russell первым отметил удивительное сходство в движении этих двух комет и предположил, что они могут иметь общее происхождение.

### Появление 1945 года
Комета наблюдалась астрономами обсерватории Бойдена вплоть до 31 мая и астрономами обсерватории Гарварда до 4 июня. Первая модель орбиты была рассчитана Дж. Джексоном на основании положения кометы 12 апреля, 1 мая и 17 мая. На основании этих расчётов датой прохождения перигелия являлось 16 апреля 1945 года. Позднее L. E. Cunningham рассчитал эллиптическую орбиту кометы используя данные, собранные за весь период её наблюдения (58 дней). Поскольку дю Туа в 1944 году уже  открыл одну комету, эта получила наименование Комета дю Туа 2.

### После 1945 года
В дальнейшем на протяжении почти четырёх десятилетий, несмотря на многократные попытки внести поправки в имеющуюся модель орбиты, за счёт возмущений со стороны Юпитера и Сатурна, обнаружить комету так и не удавалось. Так продолжалось до 1982 года, пока 19 февраля Сюити Накано не обратил внимание, что параметры орбиты недавно обнаруженной Малкольмом Хартли двойной кометы сильно совпадают с орбитой потерянной в 1945 году кометы дю Туа 2. Брайаном Марсденом была заново рассчитана орбита, согласно которой датой прохождения перигелия оказалось 26 апреля 1982 года. Марсден добавил, что согласно расчётам в декабре 1963 года комета испытала сближение с Юпитером до расстояния 0,34 а. е. (51 млн км), что могло повлиять на целостность кометы. Однако, по мнению Z. Sekanina, окончательное разделение фрагментов произошло лишь через несколько лет спустя в конце 1976 года. Он также отметил, что наиболее массивный компонент заметно тусклее и предположил, что яркость кометы и дальше может снижаться. Последний раз комету наблюдали Алан Гилмор и Памела Килмартин в обсерватории Маунт Джон.
В следующий раз комета наблюдалась 29 марта 2003 года астрономами в обсерватории Лос-Молинос (Уругвай) с помощью 46-см рефлектора и ПЗС-камеры, яркость кометы тогда составила 17,5 m.